# Unblack metal
Unblack metal, även kallat white metal, kristen black metal eller life metal, är en musikstil som främst motsvaras ljudmässigt av black metal, men som till skillnad från vanlig black metal framtonar kristna budskap. Namnet syftar till att markera att man anser genren vara motsatt black metal, trots att det inte nödvändigtvis finns någon skillnad rent musikaliskt eller estetiskt.

## Exempel på unblack metal-band
- A hill to die upon
- Admonish
- Antestor
- Armath Sargon
- Azmaveth
- Blodfält
- Ceremonial sacred
- Christageddon
- Crimson Moonlight
- Dawnbreaker
- Diamoth
- Divine Symphony
- Duister maanlicht
- Dödsmarsch
- Elgibbor
- Flukt
- lFrosthardr
- Hazeroth
- Horde
- Immortal Souls
- Irgalom
- Katumus
- Luteöks
- Megiddon ( Norge)
- Morgarten
- Orationem
- Pozar
- Rotting Serpent
- Sanctifica
- Satan destroyer
- Since the death
- Skald in veum
- Sorrowstorm
- Triuwint
- Vaakevandring
- What brings ruin.